# Giuseppe Arcimboldo
« Arcimboldo » redirige ici. Pour les autres significations, voir Arcimboldo (homonymie).

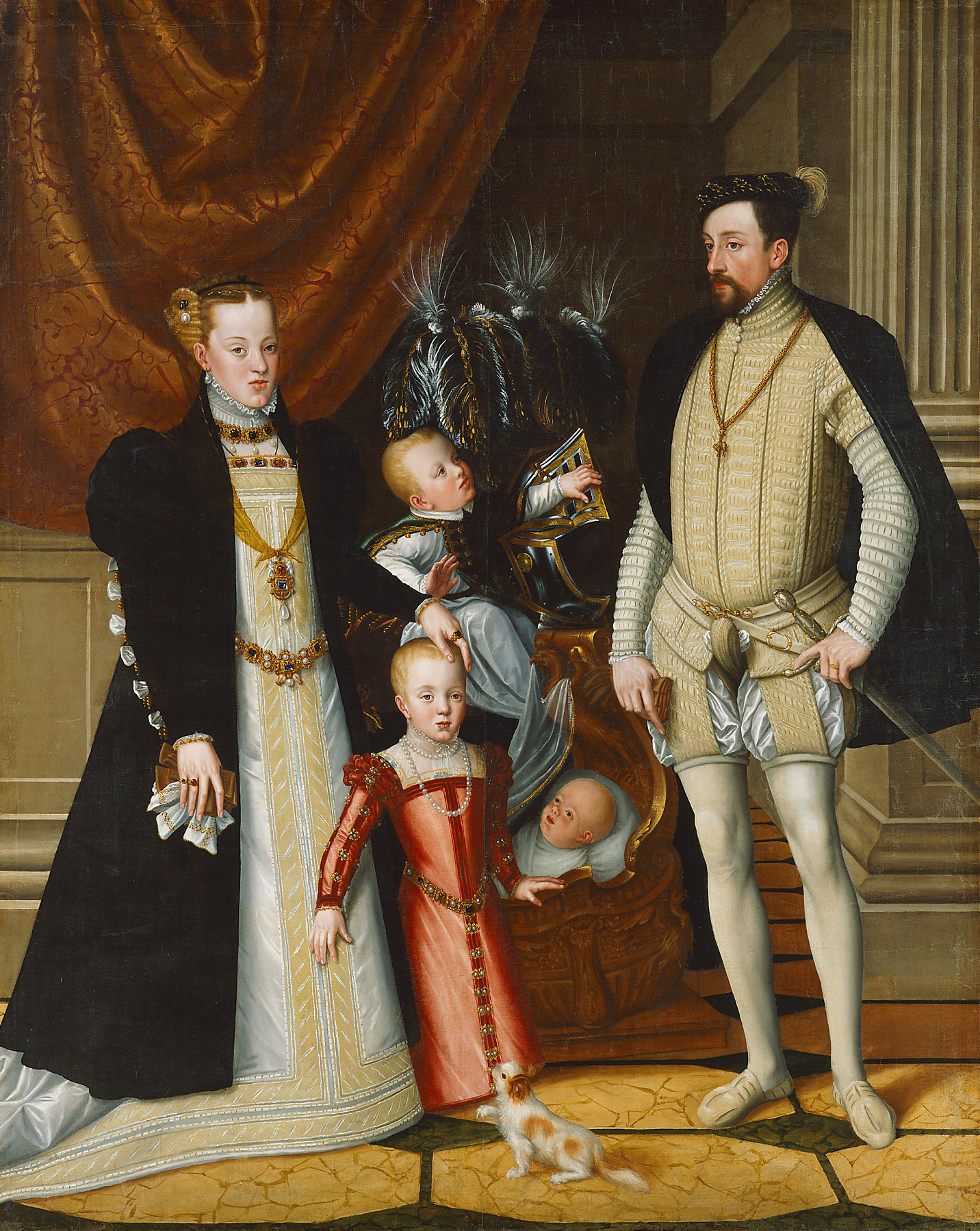
Portrait de Maximilien II de Habsbourg et de sa famille, attribué à Arcimboldo, vers 1563.

Giuseppe Arcimboldo, Arcimboldi ou Arcimboldus, né vers 1527 à Milan et mort le 11 juillet 1593 à Milan, est un peintre maniériste italien, célèbre comme auteur de nombreux portraits suggérés par des végétaux, des animaux ou des objets astucieusement disposés, comme sa représentation de Rodolphe II en Vertumne.
Ces compositions symboliques grotesques de fruits, d'animaux, de paysages ou de divers objets inanimés disposés en formes humaines constituent une catégorie distincte de ses autres productions. Il est principalement un peintre de cour conventionnel de portraits pour trois empereurs du Saint-Empire romain germanique à Vienne et à Prague, produisant également des sujets religieux et, entre autres, une série de dessins colorés d'animaux exotiques de la ménagerie impériale.
Les portraits de natures mortes étaient clairement en partie destinés à être des curiosités fantaisistes pour amuser la cour, mais les critiques ont spéculé sur la gravité de leur engagement avec le néo-platonisme de la Renaissance ou d'autres courants intellectuels de l'époque.

## Biographie
Giuseppe Arcimboldo est probablement né à Milan, dans le duché de Milan, vers 1527 et serait issu d’une famille de peintres milanais d'origine noble. On ne sait presque rien de ses premières années. L'hypothèse antérieure selon laquelle il est né en 1527 découle de l'inscription dans les registres des décès milanais, qui indiquait qu'il était décédé à l'âge de 66 ans. Basé sur un autoportrait longtemps inconnu, qui contient l'année 1587 et l'âge de 61 ans, 1526 est maintenant l'année de naissance considérée comme la plus probable.
Sa famille a produit de hauts ecclésiastiques et des avocats, mais aussi des artistes comme son père Biagio. La première mention de sa personne remonte à 1549, lorsqu'il travaille avec son père à l'âge de 21 ans, à la conception du dôme de Milan. D'après les archives de la cathédrale de Milan, nous savons que ces travaux ont duré jusqu'en 1559. Il réalise alors des cartons de vitraux et des fresques dans les cathédrales locales.
La ville de Milan, comme toute l'Italie du Nord, est sous la domination des Habsbourg depuis 1525. Rapidement, il se fait remarquer par Ferdinand Ier du Saint-Empire qui lui commande cinq blasons pour la cathédrale. Sa renommée commence à s’étendre. Il est appelé à Prague en 1562 au service de celui-ci, et plus tard, de Maximilien II et de son fils Rodolphe II, à la cour des Habsbourg, pour être le portraitiste de la famille impériale. Il existe ainsi plusieurs tableaux classiques attribués au peintre, sans aucune certitude, le plus connu étant son Portrait de Maximilien II de Habsbourg et de sa famille, qui aurait été peint vers 1563.
Le fils de Ferdinand Ier, l'empereur Maximilien II, le nomme peintre de cour en 1564. Peu de temps après, il crée la première série de représentations des Quatre Saisons et des Quatre Éléments d'une manière qui lui devient typique. Ils sont présentés à l'empereur le jour de l'an 1569. Il laisse éclater un style pictural surprenant : les « teste composte » (« têtes composites »), comme les appelle son contemporain Giovanni Paolo Lomazzo, le théoricien de l'art du maniérisme, des portraits caricaturaux formés de plusieurs fruits, légumes, végétaux, symbolisant les saisons ou les métiers. Cette œuvre suscite un engouement considérable à la cour. Il réalise d’autres séries des Quatre Saisons en 1572 et 1573 (une série se trouve au musée du Louvre, dont L'Automne, daté de 1573, commandée par l'empereur Maximilien II de Habsbourg pour être offert à l'électeur Auguste Ier de Saxe. Celui-ci, qui visite Vienne en 1570 et 1573, voit l'œuvre d'Arcimboldo et commande une copie des Quatre Saisons qui incorpore ses propres symboles monarchiques[réf. nécessaire].
Ses tableaux sont une glorification de la maison des Habsbourg, non sans ironie, car sous ces portraits en forme de plantes, on ressent l’influence de la caricature, genre cher à Léonard de Vinci. D’autres portraits mêlent animaux ou objets : Les Quatre Éléments (Le Feu et L'Eau de 1566, se trouvent au Kunsthistorisches Museum de Vienne) ou les personnifications de métiers (Le Bibliothécaire, Le Jardinier).
En dehors de quelques portraits, il a alors pour tâche principale d’enrichir les fameux Wunderkammern, cabinets d’art et de curiosités des empereurs Maximilien II et Rodolphe II. Doué d’un esprit inventif et ingénieux, il se voit confier l’organisation des fêtes princières (il subsiste de nombreux dessins de costumes ou de chars) et il est nommé conseiller artistique pour la formation des collections impériales. À partir de 1565, son nom apparaît dans la comptabilité impériale. Il se distingue notamment par l’invention d’une méthode colorimétrique de transcription musicale.
En 1570, Arcimboldo est envoyé à Prague pour concevoir un grand défilé pour Maximilien avec des thèmes mythologiques. Son ingéniosité en tant que peintre, mais aussi dans l'organisation de défilés, de cérémonies de couronnement, de mariages somptueux, etc., est universellement admirée. Tout à la fois peintre, scénographe, architecte, ingénieur et organisateur, il met en scène des fêtes prestigieuses et coûteuses et des mascarades courtoises destinées à démontrer le pouvoir de l'empereur, à accroître sa renommée et à distraire le peuple, au moins pour une courte période, de sa misère quotidienne.
À partir de 1575, il est peintre de cour de l'empereur Rodolphe II, fils et successeur de Maximilien. Rodolphe II est un empereur politiquement assez insignifiant, mais est très proche des arts et des sciences ; il entretient une cour colorée d'artistes, d'astronomes, d'astrologues et d'alchimistes. Arcimboldo remplit pour lui des tâches similaires à celles qu'il avait auparavant pour Maximilien.
Il invente en outre des machines hydrauliques, travaille sur un projet de musée et poursuit son projet de transfert de musique en valeurs de couleur. Il est convaincu que la peinture et la musique obéissent aux mêmes lois et tente donc de développer une théorie scientifique selon laquelle il existe une relation fixe entre les proportions harmoniques des tons et des demi-teintes d'une part et les nuances de couleurs d'autre part.
En 1587, il obtient de Rodolphe II l'autorisation de retourner en Italie pour y finir ses jours, promettant de continuer à peindre. Flora sera l’un de ses derniers tableaux.
Rodolphe II avait précédemment confirmé sa noblesse héréditaire et l'avait honoré d'un blason. Retiré à Milan, il est promu au rang de comte palatin en 1591 et y meurt le 11 juillet 1593. Durant cette dernière phase de sa carrière, il réalise le portrait composite de Rodolphe II, ainsi que son Autoportrait aux Quatre Saisons. Ses contemporains italiens l'ont honoré avec de la poésie et des manuscrits célébrant son illustre carrière.

## Style

Vertumne (Rodolphe II) (~ 1590) Skoklosters Slott Suède.

L'œuvre conventionnelle d'Arcimboldo, sur des sujets religieux traditionnels, est tombée dans l'oubli, mais ses portraits de têtes humaines composées de légumes, de plantes, de fruits, de créatures marines et de racines d'arbres — très admirés par ses contemporains —, restent aujourd'hui une source de fascination.
Si l'on considère Giuseppe Arcimboldo comme un novateur dans la systématisation de ses portraits, il faut se rappeler qu'à son époque, il existe déjà une tradition, depuis l'Antiquité, de masques bachiques ou hellénistiques, formés d'éléments pris dans la nature. Plusieurs des artistes de la Renaissance artistique, dont Léonard de Vinci et Jérôme Bosch, se sont déjà intéressés aux faciès monstrueux, aux portraits déformés par des jeux de glace, ainsi qu’aux compositions à base d’éléments détournés. Les peintures d’Arcimboldo sont donc conformes aux penchants maniéristes et jouent en permanence sur le phénomène psychologique appelé paréidolie.
De loin, ses portraits ressemblent à des portraits normaux. Cependant, les objets individuels qui composent chacun d'eux sont en fait superposés pour créer les diverses formes anatomiques d'un être humain. Soigneusement construits par son imagination, les objets de chaque portrait ne sont pas assemblés de manière aléatoire : chacun est lié par sa caractérisation. Dans le portrait intitulé Le Bibliothécaire — représenté aujourd'hui par plusieurs exemplaires —, Arcimboldo utilise des objets renvoyant à la culture du livre de l'époque, comme le rideau qui crée des salles d'étude individuelles dans une bibliothèque. Les queues d'animaux, qui constituent la barbe du portrait, servaient de plumeaux. En utilisant des objets du quotidien, les portraits sont à la fois des décorations et des natures mortes. Ses œuvres montrent non seulement la nature et l'être humain, mais aussi à quel point les deux sont liés.
Après qu'un portrait a été rendu public, certains chercheurs, étroitement associés à la culture du livre à l'époque, font valoir que le portrait en question ridiculise leur érudition. En fait, Arcimboldo critique la mauvaise conduite des riches et montre ce qu'il se passe à son époque à travers son art. Malgré son apparente futilité, Le Bibliothécaire critique également les gens riches qui collectionnent les livres uniquement pour les posséder, plutôt que pour les lire.
Le chef-d’œuvre d'Arcimboldo est manifestement son portrait de Rodolphe II déguisé en Vertumne, daté de 1591, composé uniquement de végétaux.
Les critiques d'art se sont demandé si ses peintures étaient de simples fantaisistes ou le produit d'un esprit dérangé. Une majorité d'érudits est cependant d'avis qu'étant donné la fascination de la Renaissance pour les énigmes, les puzzles et le bizarre (par exemple, les têtes grotesques de Léonard de Vinci), Arcimboldo, loin d'être mentalement déséquilibré, s'adresse aux goûts de son époque.
Il est connu comme un maniériste du XVIe siècle. Période de transition de 1520 à 1590, le maniérisme adopte certains éléments artistiques de la Haute Renaissance et influence d'autres éléments de la période baroque. Un maniériste a tendance à montrer les relations étroites entre l'homme et la nature. Arcimboldo essaye également d'illustrer sa connaissance de la nature à travers ses portraits. Dans Le Printemps, le portrait humain n'est composé que de fleurs et plantes printanières. Du chapeau au cou, chaque partie du portrait, même les lèvres et le nez, est composée de fleurs, tandis que le corps est composé de plantes. En revanche, dans L'Hiver, l'humain est composé majoritairement de racines d'arbres. Certaines plantes à feuilles persistantes et les branches d'autres arbres deviennent des cheveux, tandis qu'une natte de paille constitue le costume.
En revanche, c’est à tort que l’on attribue à Arcimboldo des paysages anthropomorphes, des sortes de « paysages » imbriqués dans des figures humaines, et non des paysages au sens strict, dont l’origine semble flamande.

## Interprétations
L'objet principal de l'interprétation des critiques d'art moderne sont les peintures « curieuses » d'Arcimboldo dont les œuvres, selon Werner Krigeskort, « sont absolument uniques ». Les tentatives d'interprétation commencent par des jugements sur le contexte culturel et la philosophie de l'artiste, mais un consensus à cet égard n'est pas développé. B. Geyger, qui pour la première fois soulève ces questions, s'appuie principalement sur des jugements de contemporains, Giovanni Paolo Lomazzo, Comanini et Morigia, qui utilisent les termes « scherzi, grilli et capricci » (« blagues, caprices »). La monographie de Geyger s'intitule Images comiques de Giuseppe Arcimboldo. Il considère les œuvres de l'artiste comme une inversion, quand la laideur semble belle, ou, au contraire, quand la disgrâce dépassant la beauté, divertit le client royal.
Un point de vue similaire est énoncé par Roland Barthes, mais il réduit les œuvres de l'artiste à la théorie du langage, estimant que les fondements de la philosophie de l'art d'Arcimboldo sont linguistiques, car sans créer de nouveaux signes, il les a confondus en mélangeant et en combinant des éléments qui jouaient alors un rôle dans l'innovation du langage. Les œuvres de l'artiste seraient langagières : elles utiliseraient les nombreuses analogies entre le corps et des éléments naturels, que comprend la langue de son époque, comme base de la construction de ses tableaux. Selon Barthes encore, la langue française a conservé certaines de ces expressions : la prunelle des yeux, un sourire en banane, des cheveux en épi, des fesses en gousse d'ail, un nez en patate, la pomme d’Adam... « Arcimboldo parle un double langage, à la fois évident et obscur ; il crée des « marmonnements » et des « charabia », mais ces inventions restent tout à fait rationnelles. Généralement, le seul caprice (bizarrerie) qui n'est pas permis par Arcimboldo – il ne crée pas un langage absolument flou… son art pas à la folie. »
La classification d'Arcimboldo comme maniériste appartient également au XXe siècle. Sa justification se trouve dans l'ouvrage de Gustav Rehn Hok Le Monde comme un labyrinthe, publié en 1957. Arcimboldo est né à la fin de la Renaissance et ses premières œuvres ont été réalisées de la manière traditionnelle de la Renaissance. Selon Hok, à cette époque, l'artiste doit être avant tout un artisan talentueux qui imite habilement la nature, car l'idée des beaux-arts est basée sur son étude ; le maniérisme diffère de l'art de la Renaissance par son attirance pour « l'abstraction non naturaliste ». C'est une continuation de l'innovation artistique à la fin du Moyen Âge, l'art incarnant des idées. Selon G. Hok, dans la conscience il y a concetto, le concept d'une image ou une image du concept, un prototype intellectuel. Arcimboldo, partant des concetti, peint des tableaux métaphoriques et fantastiques, très typiques de l'art maniériste. Dans Histoire de la laideur d'Umberto Eco, Arcimboldo est également admis comme appartenant à la tradition maniériste pour laquelle « ... la préférence pour l'aspiration à l'étrange, à l'extravagant et à l'informe par rapport à la finesse d'expression » est particulière.
Dans l'œuvre Arcimboldo et archimboldesk, F. Legrand et F. Xu ont tenté de reconstituer les vues philosophiques de l'artiste. Ils sont arrivés à la conclusion que les tableaux représentaient une sorte de panthéon platonicien. La clé de la reconstruction du regard d'Arcimboldo leur semble résider dans la symbolique des fêtes de cour mises en scène par l'artiste et dans ses séries allégoriques. Selon Timée (Dialogues de Platon), un dieu immémorial a créé l'Univers à partir du chaos par une combinaison de quatre éléments, le feu, l'eau, l'air et la terre, comme définit l'unité englobante.
Thomas DaCosta Kauffman interprète systématiquement l'œuvre d'Arcimboldo dans le contexte de la culture du XVIe siècle. Il est en général sceptique quant à l'attribution des œuvres d'Arcimboldo et ne reconnaît comme originaux incontestables que quatre tableaux, ceux portant la signature de l'artiste. Il base son interprétation sur le texte du poème inédit de J. Fonteo Le tableau « Saisons et Quatre Éléments » de l'artiste impérial Giuseppe Arcimboldo. Selon Fonteo, les cycles allégoriques d'Arcimboldo sont un transfert des idées de grandeur de l'empereur. L'harmonie dans laquelle les fruits et les animaux sont combinés en représentation de la tête humaine symbolise l'harmonie de l'Empire sous la bonne gouvernance des Habsbourg. Les représentations des saisons et des éléments sont toujours présentées de profil ; ainsi L'Hiver et L'Eau, Le Printemps et L'Air, L'Été et Le Feu, L'Automne et La Terre sont tournés l'un vers l'autre. Dans chaque cycle on observe aussi une symétrie : deux têtes regardent à droite, et deux à gauche. Les saisons s'alternent dans un ordre invariable, symbolisant à la fois la constance de la nature et l'éternité de la gouvernance de la maison des Habsbourg. Le symbolisme politique y fait également allusion : à la représentation de L'Air, correspond des symboles des Habsbourg, un paon et un aigle, et Le Feu est décoré d'une chaîne de l'ordre de la Toison d'or, dont un grand maître par tradition est à la tête d'une dynastie régnante ; cependant elle est faite de silex et d'acier ferré. Les armes à feu indiquent également les débuts agressifs. La symbolique des Habsbourg est présente dans le tableau La Terre, où la peau de lion désigne un signe héraldique de la Bohême. Les perles et les coraux semblables aux cornes de cervin dans L'Eau y font aussi allusion,.

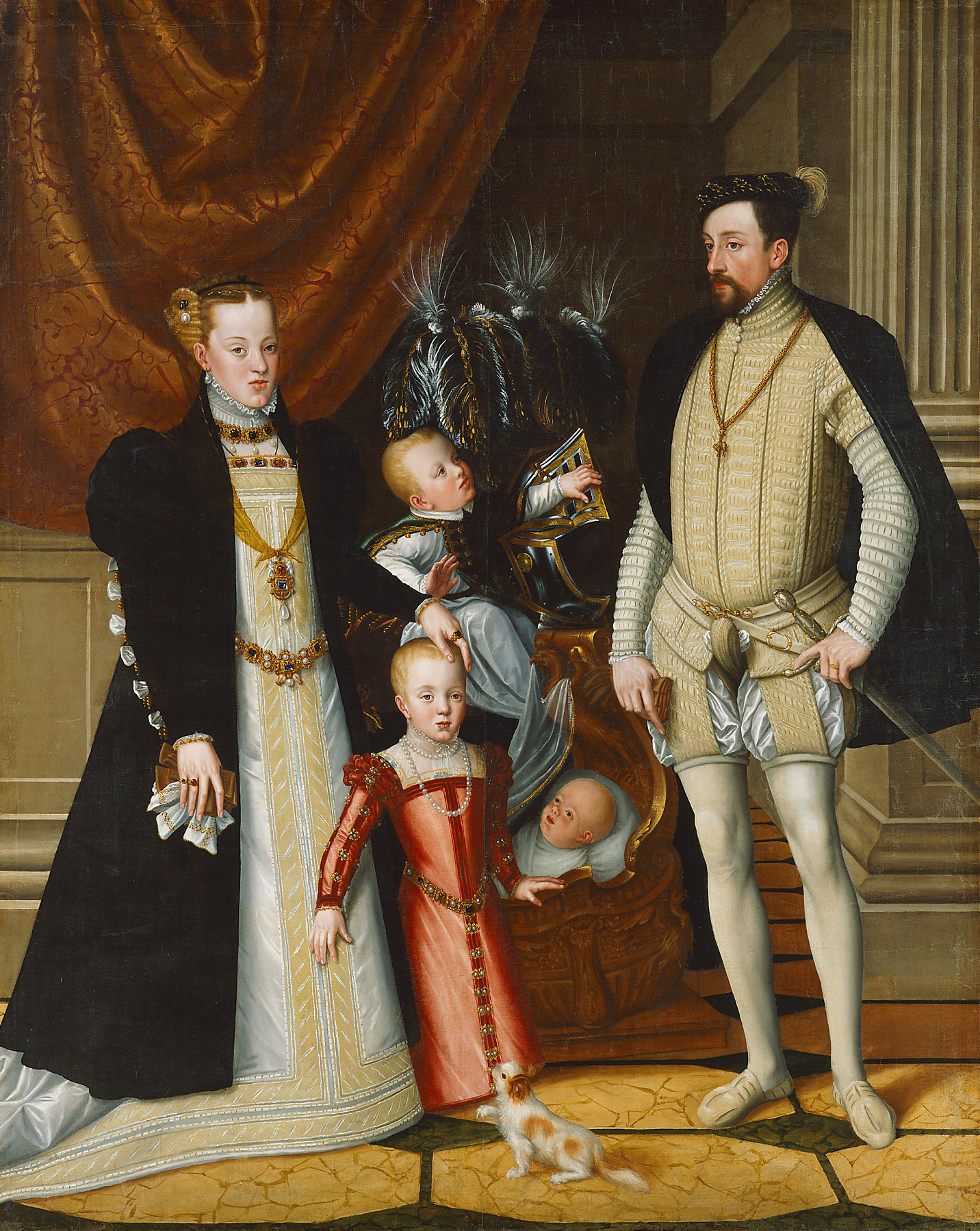
Maximilien II. d'Autriche et sa femme l'Infante Marie d'Espagne avec leurs enfants, vers 1563, château d'Ambras.
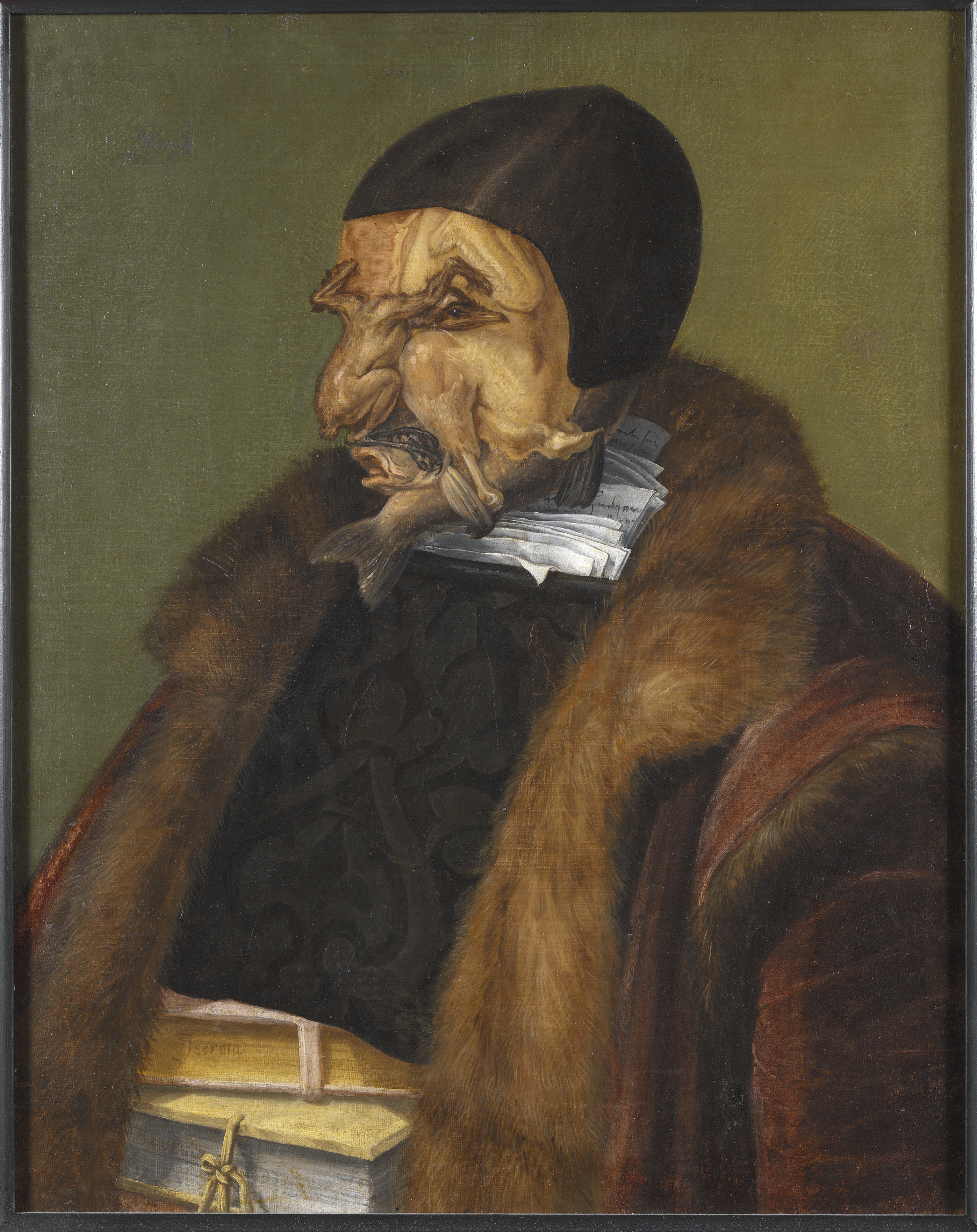
Le Juriste, 1566, Nationalmuseum, Suède.
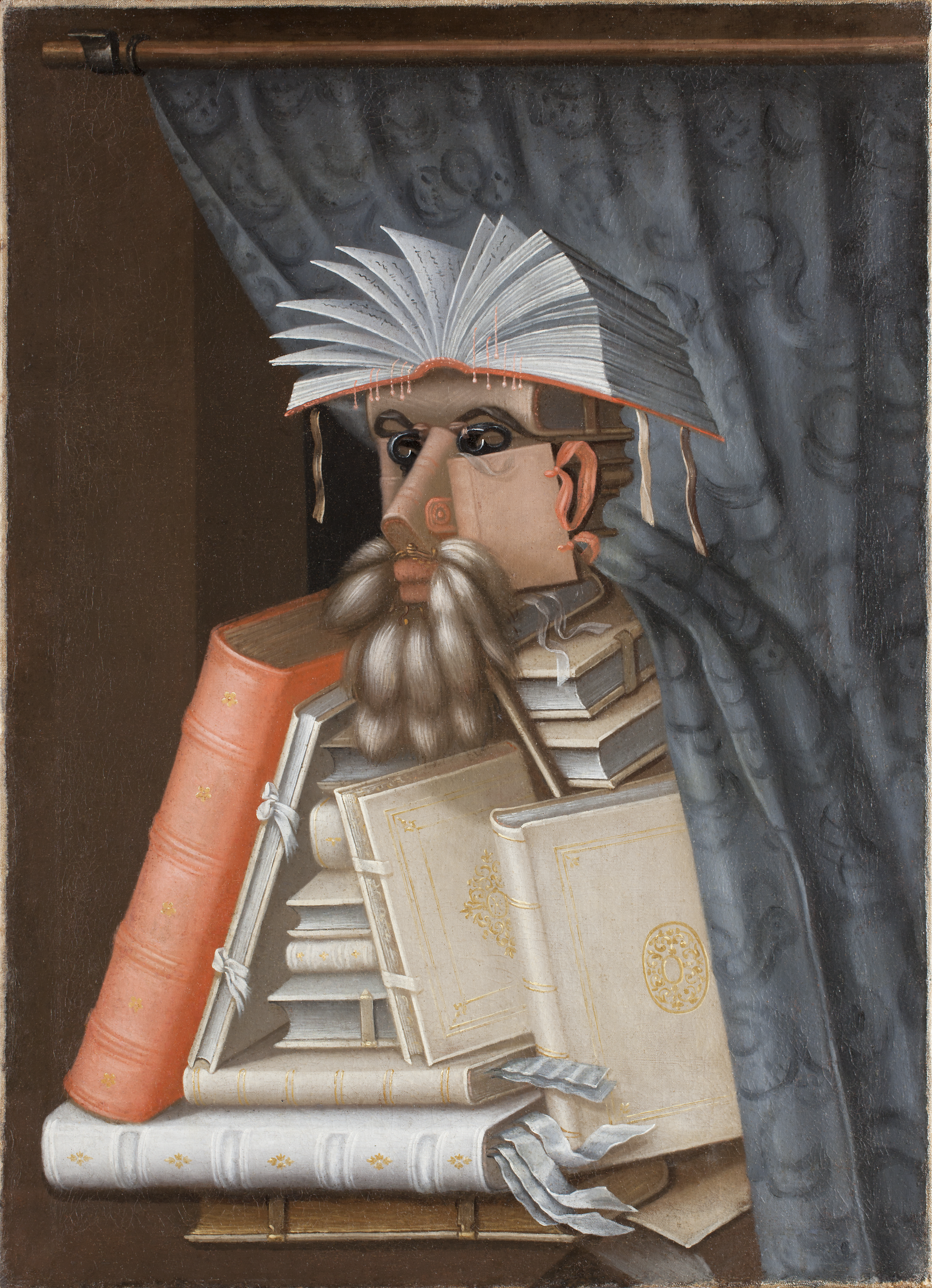
Le Bibliothécaire, 1566, huile sur toile, château de Skokloster, Suède.

## Postérité

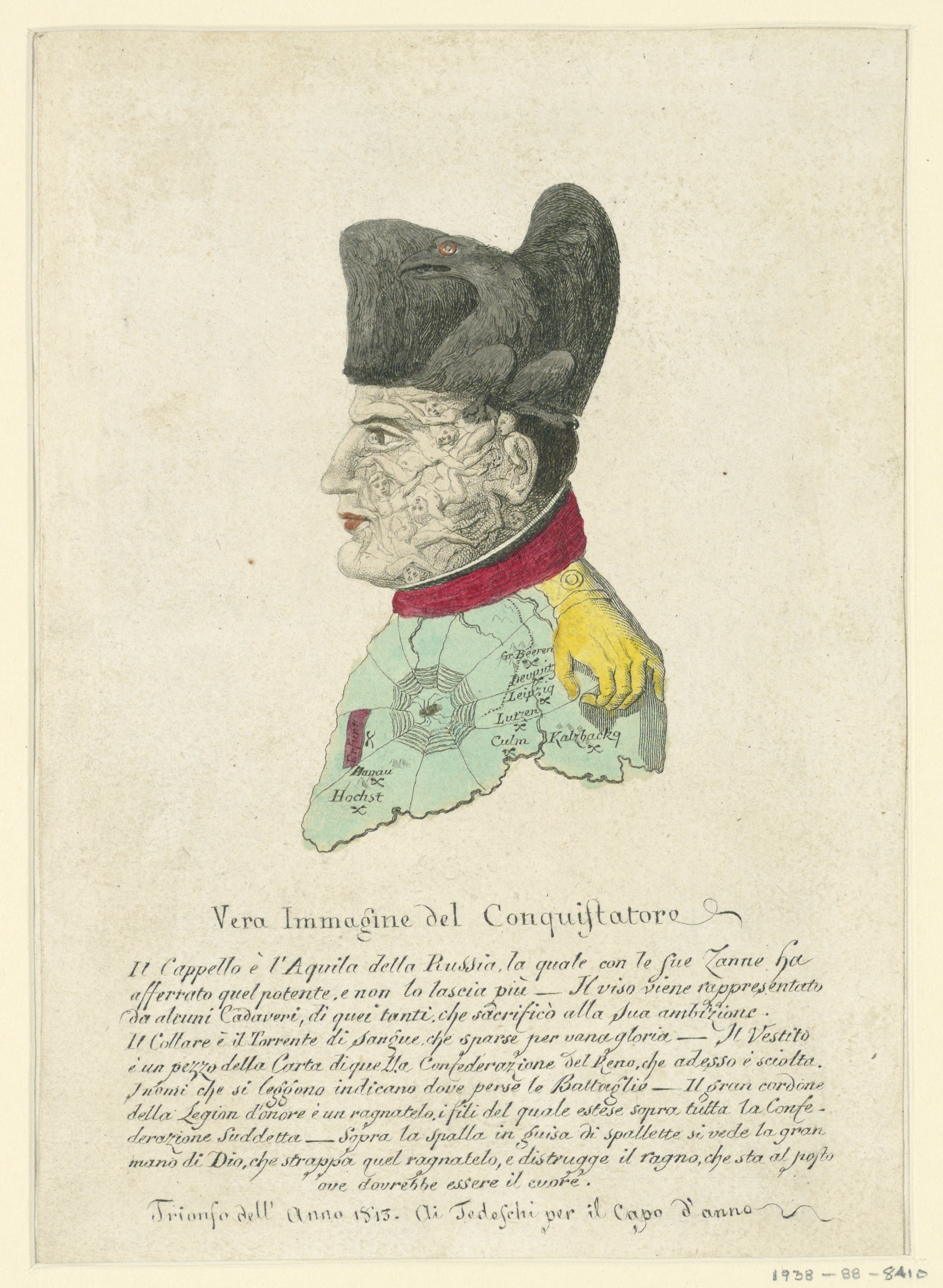
Image de puzzle de 1813 de Napoléon Ier, dans le style de Giuseppe Arcimboldo, gravure colorée à la main, Cooper–Hewitt, Smithsonian Design Museum, New York.

Si Arcimboldo n'a pas eu d’élève, il a inspiré de nombreux copistes en son temps et le genre des « teste composte » se perpétue aux XVIIe et XVIIIe siècles. Il est repris au XIXe siècle par les caricaturistes, notamment pour les représentations de Napoléon Ier, de Napoléon III et des souverains belges, Léopold Ier et Léopold II.
Giuseppe Arcimboldo n'a pas laissé d'écrits sur lui-même ou sur ses œuvres. Après sa mort et celle de son mécène, l'empereur Rodolphe II, l'héritage de l'artiste est rapidement oublié et nombre de ses œuvres sont perdues. Elles ne sont pas mentionnées dans la littérature des XVIIe et XVIIIe siècles. Ce n'est qu'en 1885 que le critique d'art K. Kasati publie la monographie Giuseppe Arcimboldi, artiste milanais dans laquelle l'attention principale se porte sur le rôle d'Arcimboldo en tant que portraitiste.
Avec l'avènement du surréalisme, ses théoriciens, adeptes du jeu de mots visuel, prêtent une attention au travail formel d'Arcimboldo et, dans la première moitié du XXe siècle, de nombreux articles sont consacrés à son héritage. Gustav Hocke établit des parallèles entre Arcimboldo, Salvador Dalí et les œuvres de Max Ernst. Une monographie de B. Geyger et le livre de F. Legrand et F. Xu sont publiés en 1954.
Depuis 1978, Thomas DaCosta Kaufmann s'engage dans l'héritage d'Arcimboldo et écrit sur l'artiste en défendant sa thèse « Variations sur un sujet impérial ». Son ouvrage, publié en 2009, résume l'attitude des critiques d'art moderne envers Arcimboldo. Un article publié en 1980 par Roland Barthes est consacré aux œuvres d'Arcimboldo.
La relation d'Archimboldo avec le surréalisme est soulignée lors d'expositions marquantes à New York (« Art fantastique, dada, surréalisme », 1937) et au palais Grassi de Venise en 1987 (« L'effet d'Arcimboldo : évolution de la personne dans la peinture du XVIe siècle ») où les allégories d'Arcimboldo sont présentées avec de nombreuses peintures « à double sens ».
La plus grande exposition encyclopédique du patrimoine d'Arcimboldo, où environ 150 de ses œuvres sont présentées, y compris des dessins, a lieu à Vienne en 2008. Malgré le fait que très peu d'œuvres d'Arcimboldo soient disponibles sur le marché de l'art, leur coût d'enchère est de l'ordre de 5 à 10 millions de dollars. Les experts notent que c'est très modeste pour un artiste à un tel niveau de popularité.
L'influence d'Arcimboldo est également visible dans le travail de Shigeo Fukuda, István Orosz, Octavio Ocampo, Vic Muniz et Sandro del Prete, ainsi que dans les films de Jan Švankmajer.
En 1976, le sculpteur espagnol Miguel Berrocal crée la sculpture originale en bronze imbriquée en 20 éléments intitulée Opus 144 ARCIMBOLDO BIG en hommage au peintre italien. Cette œuvre est suivie par la sculpture en édition limitée à 1000 exemplaires intitulée Opus 167 OMAGGIO AD ARCIMBOLDO (HOMMAGE À ARCIMBOLDO) de 1976-1979 composée de 30 éléments imbriqués.
Les travaux d'Arcimboldo sont utilisés par certains psychologues et neuroscientifiques pour déterminer la présence de lésions dans les hémisphères du cerveau qui reconnaissent des images et des objets globaux et locaux.
L'astéroïde (6556) Arcimboldo porte son nom.

### Littérature et culture populaire
Le roi d'Espagne Philippe II ayant acquis certaines de ses peintures, plusieurs écrivains espagnols du XVIIe siècle font allusion à l'œuvre d'Arcimboldo. C'est ainsi que des images grotesques du roman Don Quichotte de Miguel de Cervantes, comme un immense faux nez, rappellent son œuvre. Le peintre apparaît aussi dans les œuvres de Francisco de Quevedo y Villegas.
Le tableau L'Eau a été utilisé comme couverture de l'album Masque (1975) du groupe de rock progressif Kansas, et a également été représenté sur la couverture de l'édition Paladin de 1977 de The Myth of Mental Illness de Thomas Szasz.
La nouvelle de 1992 The Coming of Vertumnus de Ian Watson contrepointe le surréalisme inné de l'œuvre éponyme contre un état mental altéré induit par la drogue.
Dans le roman policier fantastique de Harry Turtledove de 1993, The Case of the Toxic Spell Dump, la version de l'histoire alternative d'Arcimboldo incorpore des diablotins — un spectacle courant et quotidien dans ce monde — ainsi que des fruits, des livres, etc., dans ses portraits.
Le logo des livres audio Arkangel Shakespeare, sortis à partir de 1998, est un portrait de William Shakespeare réalisé à partir de livres, dans le style du Bibliothécaire d'Arcimboldo.
Les fruitiers « à la Arcimboldo » apparaissent comme des personnages dans les films La Légende de Despereaux (2008) et Alice de l'autre côté du miroir (2016), ainsi que dans la série de jeux vidéo Cosmic Osmo and the Worlds Beyond the Mackerel.
L'imagination surréaliste d'Arcimboldo est également présente dans la fiction. Les première et dernière sections de 2666 (2008), le dernier roman de Roberto Bolaño, concernent un écrivain allemand de fiction nommé Benno von Archimboldi, qui tire son pseudonyme d'Arcimboldo.
Un détail de Fleur a été utilisé sur la couverture de l'album Bonfires on the Heath (2009) de The Clientele.
Arcimboldo est pris en référence dans Animaniacs, épisode 4, lorsque les personnages principaux créent une sculpture de lui faite de fruits.

## Œuvres
Le patrimoine artistique d'Arcimboldo est mal identifié, notamment en ce qui concerne ses premiers tableaux et ses ouvrages de style traditionnel. Au total, il reste environ une vingtaine de ses œuvres, mais, selon les mentions de ses contemporains et des documents de l'époque, beaucoup d'autres ont été perdues. Ses cycles Les Quatre éléments et Les Quatre Saisons, que l'artiste a répétés avec peu de changements, sont les plus connus.

Ses œuvres se trouvent au Kunsthistorisches Museum de Vienne et au Habsburg Schloss Ambras à Innsbruck, au Louvre à Paris, ainsi que dans de nombreux musées en Suède : lorsque l'armée suédoise envahit Prague en 1648, pendant la guerre de Trente Ans, de nombreuses peintures d'Arcimboldo sont extraites de la collection de Rodolphe II. En Italie, son travail se trouve à Crémone, Brescia, et à la Galerie des Offices à Florence. À l'étranger, au Wadsworth Atheneum à Hartford, au musée d'art de Denver, à la Fondation Menil à Houston, Texas, au musée Candie à Guernesey. La Real Academia de Bellas Artes de San Fernando à Madrid possède Le Printemps.

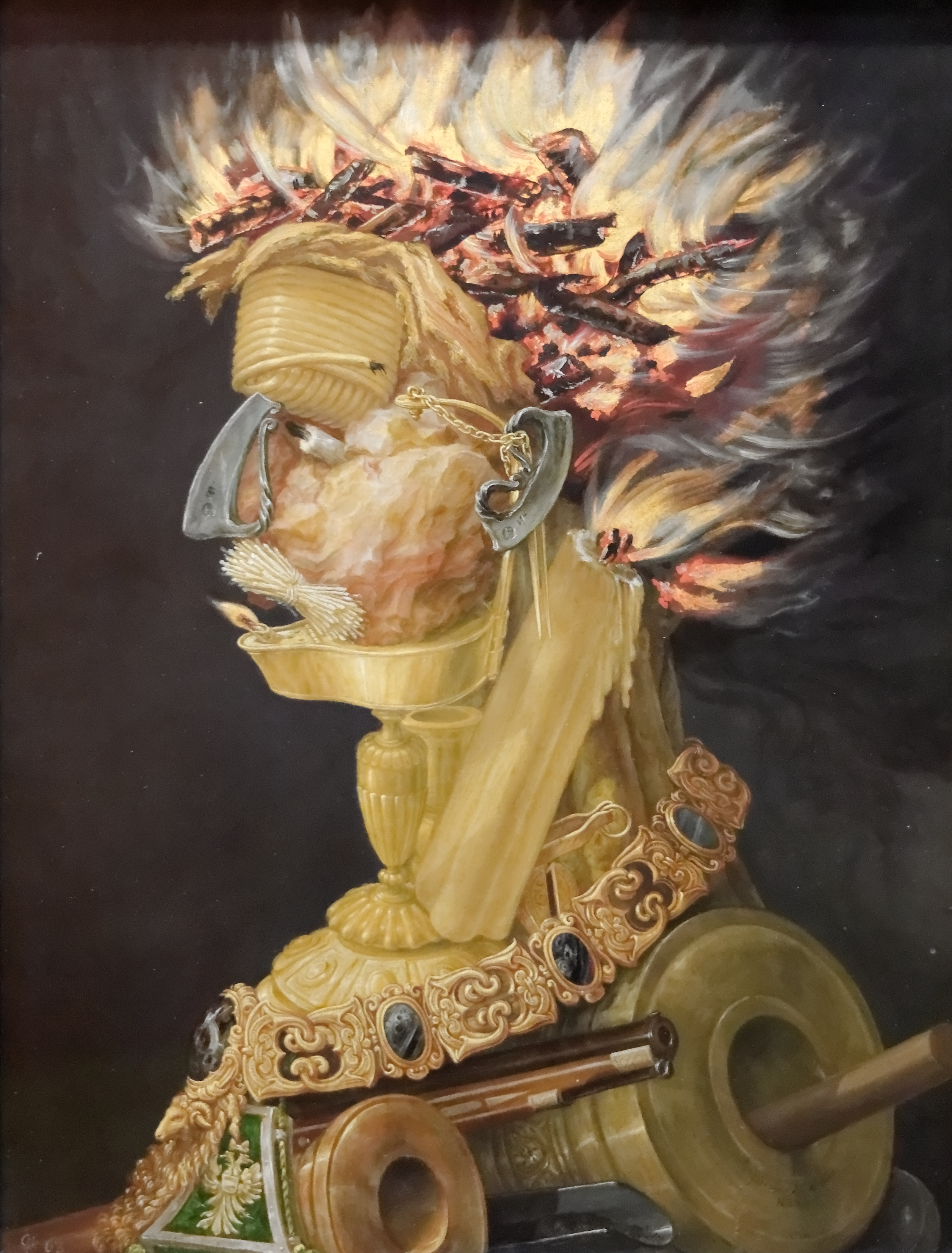
Le Feu (1566), Kunsthistorisches Museum.

### Les Saisons
Les Quatre Saisons sont une série de quatre tableaux peints par Giuseppe Arcimboldo en 1563 et offerts à Maximilien II de Habsbourg en 1569, accompagnés des Quatre Éléments (peints en 1566). Y est joint un poème de Giovanni Battista Fonteo (1546-1580) qui en explicite le sens allégorique.
Chaque tableau est constitué d’un portrait de profil, composé d’éléments rappelant la saison. L’Hiver regarde ainsi Le Printemps et L’Automne, L'Été… 
De la version originale subsistent L’Hiver et L’Été, exposés à Vienne, en Autriche, et Le Printemps, exposé à l'Académie royale des Beaux-Arts de Madrid. Parmi les versions les plus connues figurent celles du musée du Louvre, copies faites par le peintre à la demande de Maximilien II pour en faire cadeau à Auguste de Saxe. Les tableaux se caractérisent par un encadré floral qui n’existait pas sur la première version.

Les Saisons
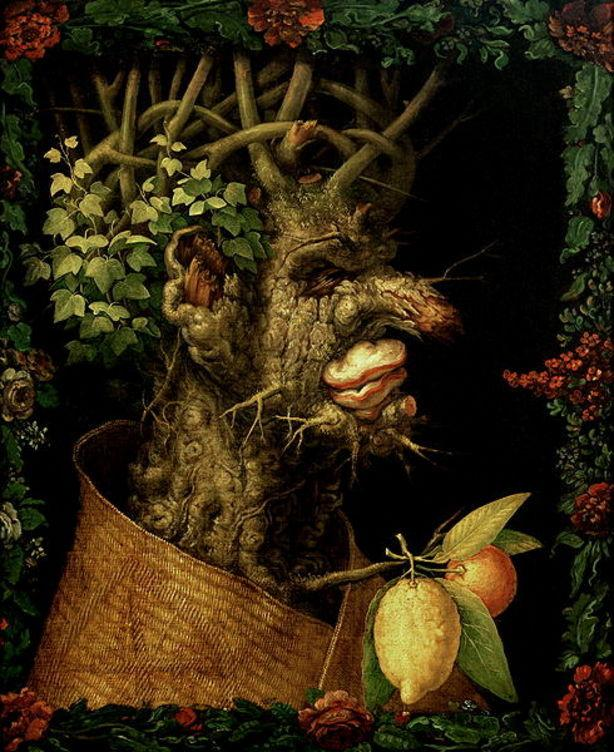
L'Hiver.
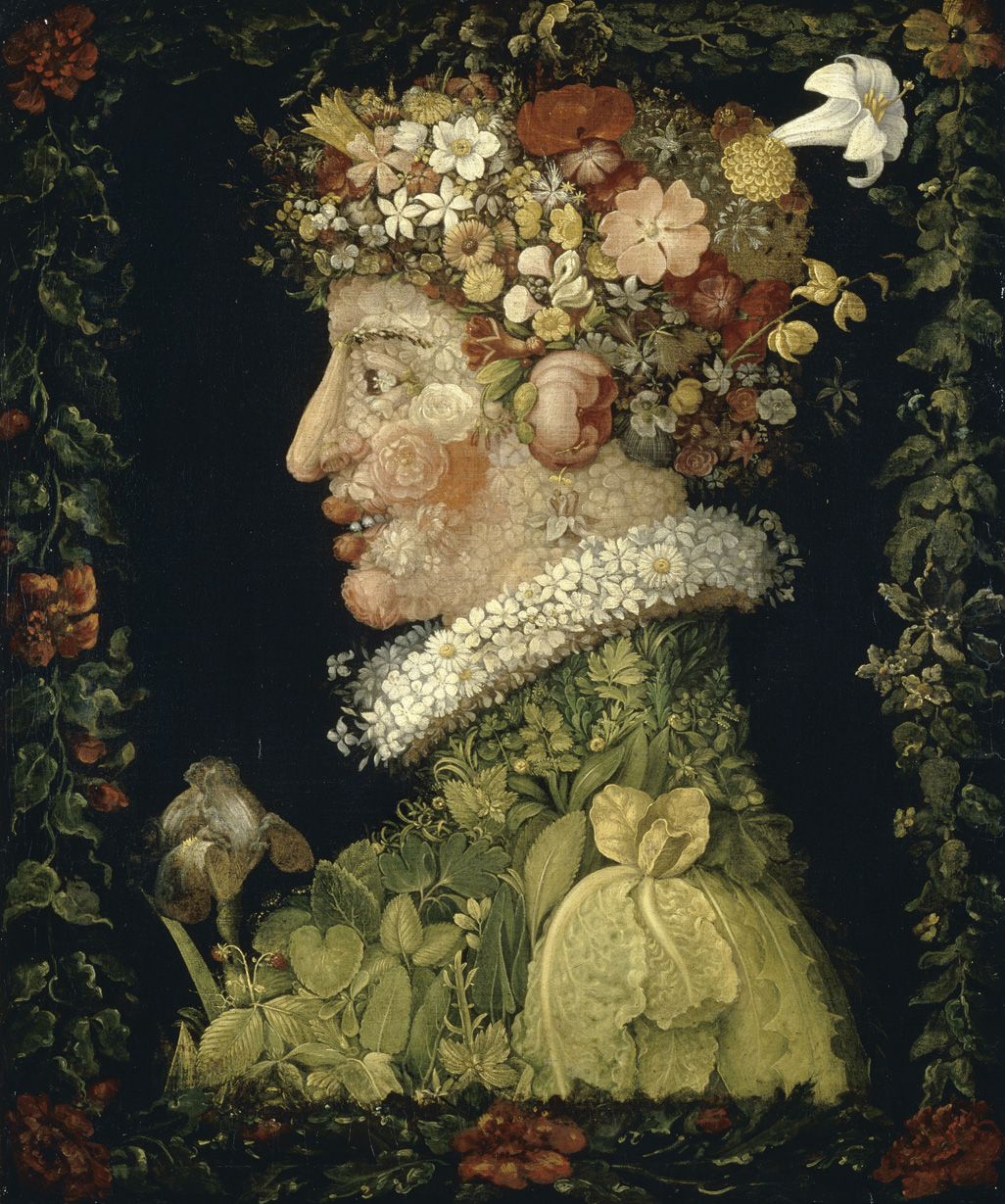
Le Printemps.
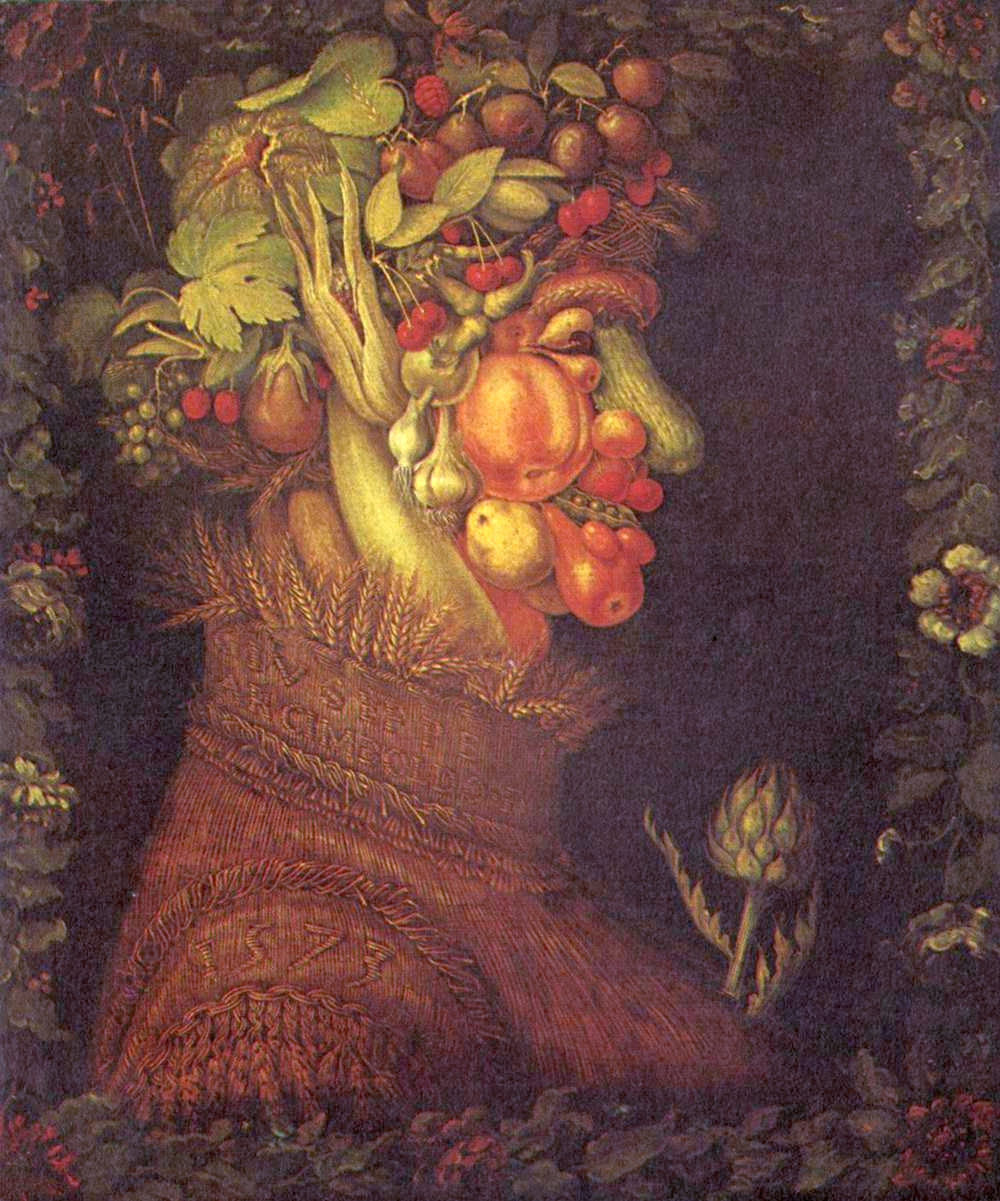
L'Été.
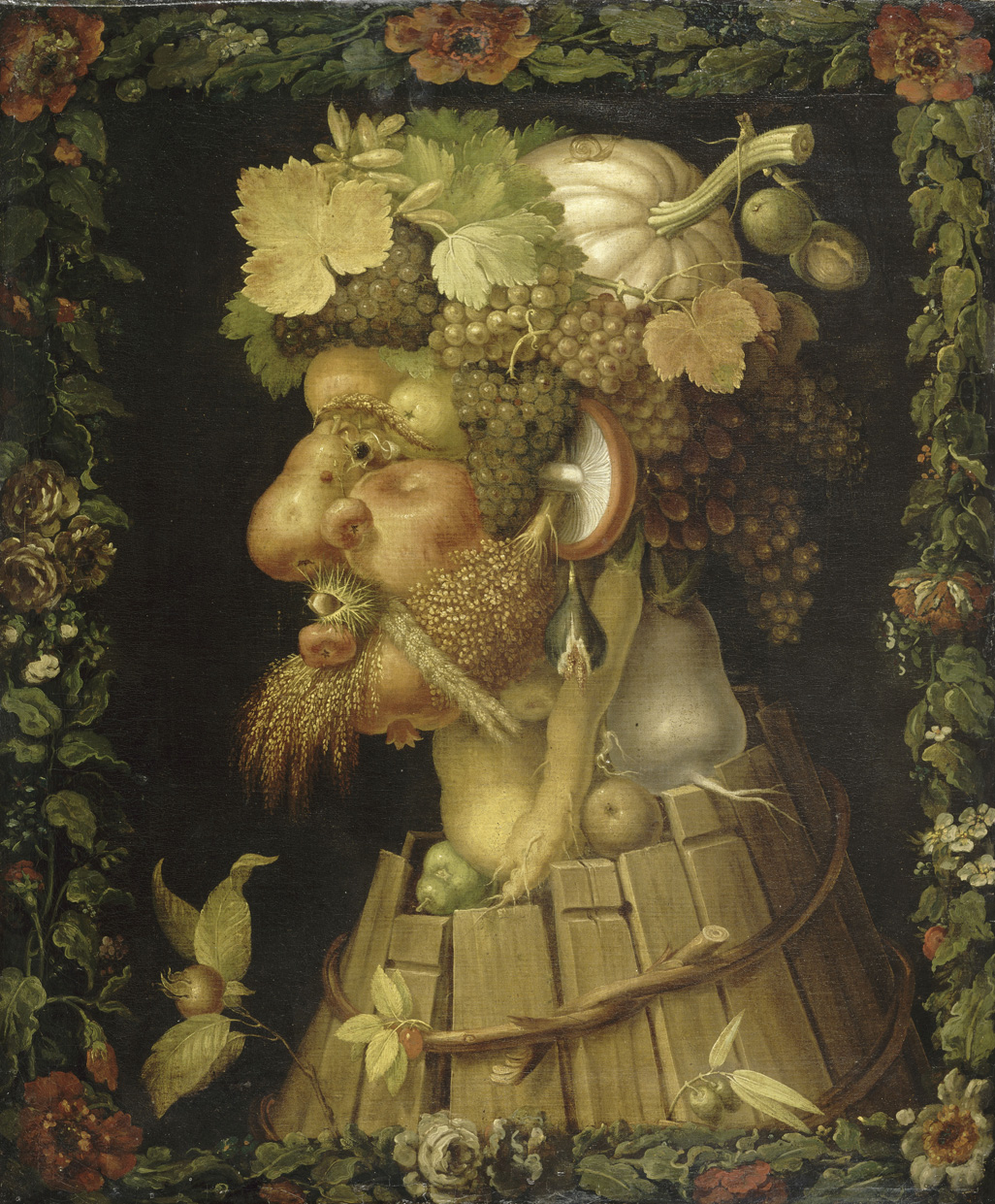
L'Automne.

### Sélection d'œuvres
- Autoritratto (Autoportrait, 1575), dessin, Narodni Gallery (Prague)
- Carnet di Rodolfo II, 148 dessins, Cabinet des estampes et dessins des Uffizi (Florence)
- Série des portraits de l'empereur Maximilien II
- Études de nature
- Dessins de costumes et objets pour fêtes de la cour
- Croquis de la culture et de la manufacture de la soie
- Séries de 3 portraits de Favero Domingo

#### Portraits composites
- Les Quatre Saisons : Primavera, Estate, Autunno et Inverno (1573), huile sur toile, musée du Louvre (Paris)
- Primavera, (1563), Estate (1563), Inverno (1563), Il Fuoco (1566), L'Acqua (1563-1564), huile sur bois, Kunsthistorisches Museum (Vienne)
- Primavera, huile sur toile, Real Academia de Bellas Artes de San Fernando (Madrid)
- Il Bibliotecario (1566), huile sur toile, Ritratto di Rodolfo II in veste di Vertunno (1591), huile sur toile, Skoklosters Slott (Stockholm)
- Le Juriste (1566), huile sur toile (64 × 51 cm), Nationalmuseum (Stockholm)
- Autoritratto cartaceo (Autoportrait parcheminé, L'uomo di lettere) (1587), dessin, Cabinet des estampes et dessins du Palazzo Rosso (Gênes)
- Flora (1591), collection privée
- Le Serveur (1574), collection privée
- Le Feu (1566), Kunsthistorisches Museum (Vienne)
- La Terre, collection privée.

#### Portraits composites réversibles
- Tête réversible avec panier de fruits (vers 1590), 56 × 42 cm, French & Company (New York)
- l'Ortolano o Ortaggi in una ciotola (Le Jardinier, ou Légumes dans un bol, vers 1590), réversible, huile sur bois, Museo Civico Ala Ponzone (Crémone)
- Le Cuisinier (1570), 53 × 41 cm, Nationalmuseum (Stockholm)

## Documentaire
- En 2022, Benoît Felici réalise Arcimboldo, portrait d’un audacieux[32],[33].